# Purwoasri (Kebonagung)
Purwoasri is een bestuurslaag in het regentschap Pacitan van de provincie Oost-Java, Indonesië. Purwoasri telt 2344 inwoners (volkstelling 2010).